# Fläckskinn
Fläckskinn (Globulicium hiemale) är en svampart som först beskrevs av Laurila, och fick sitt nu gällande namn av Hjortstam 1973. Enligt Catalogue of Life ingår Fläckskinn i släktet Globulicium,  och familjen mattsvampar, men enligt Dyntaxa är tillhörigheten istället släktet Globulicium,  och ordningen Hymenochaetales. Arten är reproducerande i Sverige. Inga underarter finns listade i Catalogue of Life.